# Grammaire occitane
Pour la grammaire de Louis Alibert, voir Gramatica occitana segon los parlars lengadocians.
La grammaire occitane est l'étude des règles qui régissent la langue occitane.
La grammaire occitane présente de nombreuses similitudes avec les autres langues romanes, notamment avec la grammaire catalane.

## Les pronoms
Comme dans les autres langues romanes méridionales, les verbes sont normalement utilisés sans pronom sujet, les désinences suffisant à identifier les formes verbales (l'occitan se distingue sur ce point du français et du franco-provençal). On n'emploie le pronom personnel sujet que pour insister sur le sujet ou pour donner plus de poids à la phrase. Le pronom personnel sujet réapparaît dans certains parlers marginaux ou de transition (marchois, cisalpin, etc.)
|              | Singulier                                                                      | Pluriel |                        |
| 1re personne | ieu / jo / io - je                                                             | nos / nosautres (m), nosautras (f), nosauts, (m),nosautas (f) (gasc), nautres (lim. et autres), mos, mosati (aranais) - nous |                        |
| 2e personne  | tu - tu                                                                        | vos ou vosautres (m), nosautras (f), vosauts, (m), vosautas (f) (gasc), vautres (lim et autres), os (auv.) - vous            |                        |
| 3e personne  | ela (lim : ’la) ou era (gasc) - elle el ou eth (gasc) ou eu (prov et lim) - il | eles/elis ou eths (gasc) ou ilhs (lim) - ils elas ou eras (gasc) - elles                                                     | * - vous (forme polie) |

## L'article

### L'article défini
- L'article défini singulier : lo (masculin), la (féminin) ou l’ devant une voyelle (masculin et féminin).
- L'article défini pluriel : los (masculin), las (féminin). En provençal, l'article défini pluriel, masculin et féminin est lei qui prend un s devant une voyelle.

- La contraction des prépositions a et de suivies de l'article défini se fait devant un mot masculin, singulier ou pluriel, commençant par une consonne. Elle ne se fait cependant ni devant un nom masculin commençant par une voyelle (avec l'article élidé), ni devant un nom féminin (sauf en provençal au féminin pluriel) 
  - a + lo : au, al.
  - a + los : aus, als.
  - a + lei (provençal) : ai, ais devant une voyelle
  - de + lo : dau, deu, del.
  - de + los : daus, deus, dels.
  - de + lei (provençal) : dei, deis devant une voyelle.
  - per lo : pel (languedocien)
  - per los : pels (languedocien)

### L'article indéfini
- Article indéfini singulier : un (masculin), una ou ua en gascon (féminin). Le limousin connait aussi la forme 'na au féminin.

- Article indéfini pluriel : de. En gascon et en languedocien méridional, on ne l'emploie pas. En limousin, on a : daus (masculin) et de las (féminin).

## La formation du pluriel
La formation du pluriel des adjectifs et des noms diffère peu.
1. D'une manière générale, le pluriel s'obtient en ajoutant "s" à la forme du singulier.
| òme → òmes | femna → femnas | blanc → blancs | blanca → blancas |

- Les pluriels dits "sensibles" : Les mots terminées par "ç, s, is, ch, g, sc, st" font leur pluriel en "es" ou restent invariables (gascon et autres).

| braç → braces | tais → taisses | mois → moisses | païs → païses | pas → passes | cas → cases | las → lasses | fach → faches | puèg → puèges | bòsc → bòsques | trast → trastes | trist → tristes | abondós → abondoses | fus → fuses | ros → rosses |

- Les pluriels sensibles dits "abusifs" : certains articles, pronoms ou adjectifs font également leur pluriel en "es".

| un → unes | aquel → aqueles | el → eles |

- Les mots en "tz" font leur pluriel en "ses".

| votz → voses | cantairitz → cantairises |

Exception: la patz	→	las patz
2. Les noms de famille prennent la marque du pluriel.
los Andrieus, los Negres, los Ortolans, los Bòsques, los Rosses
3.Les noms employés avec un sens collectif ou partitif n'ont pas de pluriel.
la polalha, l'aujam, lo postam, l'arbram, lo folhum, l'auselum, lo femnum, la lenha, l'òssa, la frucha, lo bestial
4. Les mots qui désignent des choses composées de deux parties ou plus s'emploient uniquement au pluriel.
las bragas, las cauças, las mordassas, las morenas, los talhants, las tenalhas
- Il en est de même pour les noms de fêtes, de cérémonies religieuses ou de travaux agricoles.

Cendres, Pascas, Vèspras, vigilhas, cubrisons, sègas, semenilhas, vendémias
5. Pluriel des mots composés.
- S'ils se forment par deux noms en opposition ou par un nom suivi ou précédé d'un adjectif qui le qualifie, les deux termes varient.

| pòrta-fenèstra → pòrtas-fenèstras | nap-caulet → naps-caulets | agulha-cosent → agulhas-cosents |

- S'ils se forment d'un adjectif précédé d'un nom qui sert de complément, de deux noms dont l'un est le complément de l'autre, ou d'un verbe et de son complément, seul le dernier terme varie.

| alablanc → alablancs | terratrèmol → terratrèmols | rampalm → rampalms | còrdolor → còrdolors | sarracap → sarracaps | palfèr → palfèrs |

- S'ils se forment d'un nom suivi d'un nom supplémentaire, qui le complète avec l'aide d'une préposition, le terme complément reste invariable.

| cap d'ostal → caps d'ostal | molin de vent → molins de vent |

- Si, cependant, le sens de la composition s'est perdu, les noms composés ont tendance à être traités comme des noms simples.

| aigardent → aigardents | vinagre → vinagres | vidalba → vidalbas | capmèstre → capmèstres | capmàs → capmases | maldecap → maldecaps |

- On peut trouver des substantifs qui varient malgré leur mode verbal.

| paucval → paucvals (vaurien) | malagacha → malagachas (qui a le mauvais œil) | fug-l'òbra → fug-l'òbras (paresseux, fainéant) |

6. Le pluriel s'emploie facilement pour une chose unique, ou multiple, ou pour donner une valeur expressive.
sonar los classes (sonner le glas);
seguir las escòlas (aller à l'école);
las susors me prenon (je suis pris de sueur);
far las patz (faire la paix);
de cuols (sur le derrière);
de ventres (sur le ventre)

## Le verbe
On répartit les verbes occitans en trois catégories selon leur terminaison : les verbes en -ar, les verbes en -ir, et les verbes en -e, -er ou -re.

### Verbes auxiliaires
Comme en français ou en italien, les verbes auxiliaires utilisés dans la conjugaison des temps composés sont le verbe aver (avoir) et le verbe èsser, èstre ou estar, èster (gascon) (être).

### L'énonciatif
L’énonciatif marque la nature de la phrase en gascon méridional:
- Affirmation: Que
- Exclamation: Be
- Interrogation: E
- Souhait: E
- Pour rappeler une conjonction, un pronom relatif: quan...e ou qui...e
- Dans les propositions incises (verbes: dire, faire...) E

Exemples:
- que parli je parle
- be i a longtemps! il y a (si) longtemps !
- e tornaràs? reviendras-tu ?
- quan lo cocut e canta quand le coucou chante

Le gascon septentrional et oriental, et le reste du domaine occitan n’utilisent pas d’énonciatif.

### La conjugaison

#### L'indicatif présent
Terminaisons du verbe en -ar :
| -ar          | Singulier    | Pluriel |
| 1re personne | -i / -e / -o | -am     |
| 2e personne  | -as          | -atz    |
| 3e personne  | -a           | -an     |

Terminaisons des verbes en -ir :
| -ir          | Singulier             | Pluriel          |
| 1re personne | -issi / -isse / -isso | -issim / -issèm  |
| 2e personne  | -isses                | -issitz/ -issètz |
| 3e personne  | -is                   | -issen / -isson  |

Beaucoup de verbes se terminant en -ir sont de type inchoatif. Ils se conjuguent en intercalant une particule dite infixe entre le radical et la terminaison: Radical + Infixe + Terminaison. Les infixes sont : EISH/ISH (gascon), ESC, ISS ou ISC.
Terminaisons des verbes en -er ou -re:
| -e/-er/ -re  | Singulier    | Pluriel     |
| 1re personne | -i / -e / -o | -èm / -em   |
| 2e personne  | -es          | -ètz / -etz |
| 3e personne  | -°           | -on / -en   |

A la 3e personne du singulier, on peut observer un changement de la consonne du radical dans certains cas : saber donne sap, poder donne pòt, dire donne ditz.
La terminaison de la première personne du singulier dépend de la région et du dialecte parlé:
- -i : Provençal maritime, nissart (en plaine), languedocien, gascon
- -e : Provençal rhodanien, limousin, auvergnat, languedocien à l'Est (Montpellier) et au Nord (Aveyron et Cantal) de la zone dialectale
- -o : Vivaro-alpin, nissart (en montagne)

#### Le participe passé
- Participe passé des verbes en -ar : radical + -at (masculin) ou -ada (féminin). Lo tren es arribat, la veitura es arribada (le train est arrivé, la voiture est arrivée).
- Participe passé des verbes en -ir : radical + -it (masculin) ou -ida (féminin). Lo libre es legit, la tarta es finida (le libre est lu, la tarte est finie)
- Participe passé des verbes en -e, -er ou -re : radical + -ut (masculin) ou -uda (féminin). Lo blat es batut, la mirga m'a morduda (le blé est battu, la souris m'a mordue)
- Attention il y a beaucoup de verbes irréguliers au participe passé.

#### Le passé composé
Il s'emploie pour dire une action commencée dans le passé et qui se prolonge ou a des conséquences dans le présent. Il se construit avec l’auxiliaire èsser/èstre/estar ou l’auxiliaire aver suivi du participe passé : ai parlat, son arribats.
Le verbe èsser / èstre/ estar est son propre auxiliaire, ainsi que celui des verbes pronominaux, en général. 
L'adverbe de négation ou de quantité, se place en général entre l'auxiliaire et le participe passé : Ai pas dejunat.

## La phrase négative
- En général, l'adverbe de négation (pas, (pas) jamai ou (non/ne-n') jamès (gascon), gaire non...) se place après le verbe : Parla pas (il ne parle pas). Il peut être placé avant en gascon et en provençal : Non / ne parla pas ou Non parla (il-elle ne parle pas), ainsi que dans tous les dialèctes et dans certaines expressions où se maintient la négation simple : Non sabi/Non sai (je ne sais).